# Batalla de Zacoalco
La batalla de Zacoalco fue una acción militar de la Guerra de Independencia de México, efectuada el 4 de noviembre de 1810, en la localidad de Zacoalco de Torres, Jalisco. Los insurgentes comandados por el general José Antonio Torres lograron derrotar a las fuerzas realistas del teniente coronel Tomás Villaseñor. 

## Antecedentes
Con el fin de derrotar a toda costa a los insurgentes que empezaban a tener un mayor número de adeptos, el alto mando realista decidió organizar una división de 500 soldados conformada en su mayoría por jóvenes pertenecientes a las familias criollas conservadoras de Guadalajara reforzados por milicianos de Colima. El ejército realista así compuesto salió de la ciudad de Guadalajara al mando del teniente coronel Tomás Villaseñor el 13 de noviembre, dirigiéndose a una zona llamada Rancho de Santa Catarina.

## Batalla
Las tropas independentistas comandadas por José Antonio Torres, finalmente se encontraron con las fuerzas realistas en Zacoalco, el 4 de noviembre de 1810. Los soldados insurgentes estaban armados mayormente con piedras, a diferencia de las tropas pro españolas que contaban con caballos, fusiles y artillería. Torres dispuso a las tropas independentistas en un extenso semicírculo rodeando a las tropas realistas, y dio la orden a sus soldados de correr a toda velocidad hacia las líneas enemigas, ordenándoles tirarse al piso a cada descarga enemiga, con lo que el general Torres logró minimizar sus bajas hasta llegar a las posiciones realistas, entablándose un corto pero sangriento combate cuerpo a cuerpo. Tras una corta resistencia los realistas fueron puestos en fuga, quedando en el campo de batalla la flor de la juventud conservadora de Guadalajara.

## Consecuencias
La derrota realista involucró no sólo las bajas que estas sufrieron durante la batalla sino que también los soldados provenientes de Colima se pasaron al bando insurgente. 
Sin embargo el historiador Carlos María de Bustamante afirma que antes del comienzo de la batalla, Torres trató de llegar a un acuerdo con Villaseñor y enviar a los jóvenes soldados con una escolta insurgente a Guadalajara, con el fin de enfrentar solo a las tropas realistas.